# شلوبن
شلوبن (به آلمانی: Schlöben) یک شهر در آلمان است که در تورینگن واقع شده‌است. شلوبن ۹۱۹ نفر جمعیت دارد.